# Ward Vanhoof
Ward Vanhoof (Mol, 18 april 1999) is een Belgisch wielrenner die vanaf 2021 als beroepsrenner voor Sport Vlaanderen-Baloise uitkomt.

## Resultaten in voornaamste wedstrijden
|      | \| Jaar \| Gent-Wevelgem \| Ronde van Vlaanderen \| Parijs-Roubaix \| Amstel Gold Race \| Waalse Pijl \| Parijs-Tours \| \| ---- \| ------------- \| -------------------- \| -------------- \| ---------------- \| ----------- \| ------------ \| \| 2021 \| \| \| \| \| \| 40e \| \| 2022 \| \| \| 33e \| \| \| \| \| 2023 \| \| opgave \| 113e \| opgave \| \| \| \| 2024 \| \| opgave \| 98e \| opgave \| \| \| \| 2025 \| 89e \| opgave \| \| \| opgave \| \| |                      |                |                  |             |              |
| Jaar | Gent-Wevelgem | Ronde van Vlaanderen | Parijs-Roubaix | Amstel Gold Race | Waalse Pijl | Parijs-Tours |
| 2021 | |                      |                |                  |             | 40e          |
| 2022 | |                      | 33e            |                  |             |              |
| 2023 | | opgave               | 113e           | opgave           |             |              |
| 2024 | | opgave               | 98e            | opgave           |             |              |
| 2025 | 89e | opgave               |                |                  | opgave      |              |

## Ploegen
- 2020 –  Lotto - Soudal U23
- 2021 –  Topsport Vlaanderen-Baloise
- 2022 –  Topsport Vlaanderen-Baloise
- 2023 –  Team Flanders-Baloise
- 2024 –  Team Flanders-Baloise
- 2025 –  Team Flanders-Baloise

Apers · Berckmoes · Bonneu · Braet · Colman · 
De Pestel · De Vylder · De Wilde · Dens · 
Fretin · Ghys · Herregodts · Hesters · Marit · Mertens · Reynders · Van Poucke · Van Rooy · Vanhoof · Verwilst · Weemaes
Apers · Berckmoes · Bonneu · Braet · Claeys · Clynhens · Colman · De Pestel · De Vylder · De Wilde · Dens · Fretin · Gerits · Hesters · Maris · Van Hemelen · Van Poucke · Vandenbranden · Vanhoof · Verwilst
Bonneu · Claeys · Clynhens · Colman · Craps · De Vylder · De Wilde · Dejaegher · Dens · Deweirdt · Gerits · Hesters · Maris · Van Hemelen · Van Poucke · Vandenbranden · Vandenstorme · Vandevelde · Vanhoof · Vercouillie